# Jan Van Rijswijck
Jan Van Rijswijck est un avocat, journaliste et homme politique belge né le 14 février 1853 à Anvers et mort le 23 septembre 1906 à Testelt.

## Biographie
Jan Van Rijswijck est le fils de Jan-Baptist van Ryswyck (nl) et le neveu de Theodoor van Ryswyck (nl).
Il commence ses études au pensionnat de Melle, puis les poursuit à l'Université catholique de Louvain et enfin à l'Université libre de Bruxelles, où il obtient son doctorat en droit le 20 avril 1876. Il s'établit comme avocat à Anvers. 
Le 25 octobre 1881, il devient membre du conseil communal d'Anvers et le 28 octobre 1889, il est nommé échevin à l'éducation. De 1892 à 1906, il est bourgmestre d'Anvers. Sous son mandat, l'Exposition universelle de 1894 se déroule dans sa ville, plusieurs importants bâtiments sont construits (gare d'Anvers-Central, etc.). Dans le port d'Anvers, l'activité du port s'est développée avec la construction du Kanaaldok.

## Mandats et fonctions
- Conseiller provincial : 1878-1884
- Bourgmestre d'Anvers : 1892-1906
- Membre de la Chambre des représentants de Belgique : 1892-1906

## Publications
- Abraham Lincoln (Antwerpen 1877),
- Washington (Antwerpen 1879),
- Cavour (Antwerpen 1879).